# 洛美公约
洛美公约是1975年2月欧洲经济共同体与71个非洲、加勒比和太平洋国家集团成员国在多哥首都洛美签订的贸易和援助协定。协定允许非洲国家的农产品和工业品无关税进入欧共体。如其产品价格下跌会给予补偿。

## 歷史

### 第一次洛美公約
1976年4月生效的洛美公約旨在為當時歐洲經濟共同體 (EEC)和發展中國家 非洲、加勒比和太平洋國家提供合作框架。 
有46個簽署國。

### 第二次洛美公約
該公約經過三度重新談判和更新。
第二次洛美公約（1981 年 1 月至 1985 年 2 月）。

### 第三次洛美公約
第三次洛美公約於 1985 年 3 月（貿易條款）和 1986 年 5 月（援助）生效，並於 1990 年到期。

### 第四次洛美公約
於 1989 年 12 月簽署。
總共約有七十個非加太國家締約。

### 違反世貿規定
1995年，美國向世界貿易組織請願，調查公約是否違反了世貿規程。
1996年，經世界貿易組織爭端解決機制裁決公約違反了世貿規程，多年使非加太國家受益的公約結束了。
但美國堅持歐盟與非加太間的所有優惠貿易協定都應終止。所以世貿又成立了另一小組討論，並得出結論認為歐盟和非加太之間的協議確實不符合世貿組織的規定。
最終，歐盟通過世貿與美國談判達成協議。

## 外部鏈接
- 洛美公約全文 （页面存档备份，存于）
- 洛美公約的背景